# José Arrue
Pour les articles homonymes, voir Arrue.
José Arrue y Valle, plus connu sous le nom de José Arrue, né le 1er septembre 1885 à Bilbao et mort le 6 avril 1977 à Laudio, est un peintre basque dont une partie de la carrière s'est déroulée à Paris.

## Biographie
José Arrue vient d'une famille d'artistes. Son père Lucas Arrue est collectionneur d'art et ses trois frères, Alberto, Ramiro et Ricardo, sont peintres.
Après avoir étudié à Bilbao, il continue ses études à Barcelone. En 1905, il s'installe avec Alberto  à Paris, ou vivent déjà Ramiro, Ricardo et leur tante Matilde. Ils vivent au n°38 de la rue Dauphine. José intègre l'Académie de la Grande Chaumière.
En 1906, avec ses frères, José entame un long voyage artistique en Italie avec leur tante Matilde.
Il revient au Pays basque en 1908. Avec son frère Alberto, son ami le peintre Gustavo de Maeztu et d'autres collègues artistes, il fonde la revue El Coitao, puis l'Association des artistes basques, qui visent à promouvoir les jeunes artistes hors à l'extérieur. Il effectue avec Gustavo de Maetzu un séjour artistique à Séville.
En 1913, il s'installe de nouveau à Paris, cette fois avec son épouse et leur fille, au n°282 de la rue Saint-Jacques, où ses frères Ricardo et Ramiro avaient précédemment un atelier. José peint durant cette période les paysages typiquement parisiens des scènes de la vie parisienne et des quais de la Seine.
Il assiste, à la Café de la Rotonde, à la fête donnée en l'honneur de Blasco Ibáñez avant son tour du monde. Parmi les invités basques, Pío Baroja est présent.
Lorsqu'éclate la Grande Guerre, il revient à Orozko, malgré l'insistance de son ami le sculpteur Paco Durrio qui le supplie de ne pas quitter Paris.
Il revient dans la capitale en 1925, avec ses frères, pour l'Exposition internationale des arts décoratifs et industriels modernes. Pour le stand du Pays basque français, José et Ramiro créent deux grands formats de 155 x 300 cm (Baserritarrak - aujourd'hui exposé au Musée des Beaux-Arts de Bilbao - et Fandango - aujourd'hui dans la salle des mariages de la mairie de Saint-Jean-de-Luz). Ils participent également au stand espagnol.
En 1928, les quatre frères s'embarquent pour l'Argentine et l'Uruguay.
La guerre d'Espagne arrête brusquement la carrière de José Arrue. Il publie plusieurs dessins sur le conflit vu du côté basque, dans des journaux de gauche. Lorsque les forces républicaines perdent dans le nord, avec la chute de Santander le 1er septembre 1937, José Arrue est arrêté. Les franquistes le gardent en prison pendant plus de deux ans.
Il est finalement libéré en 1940 et reste avec sa famille à Laudio. Il se retire de la vie publique durant la dictature franquiste, jusqu'à la rétrospective de son œuvre en 1973, puis celle des frères Arrue en 1977, à Bilbao.
En 2021-2022, le Musée des Beaux-Arts de Bilbao présente l'exposition Les frères Arrue à Paris.